# Carpe Diem (álbum de Belinda)
Carpe Diem é o terceiro álbum de estúdio da atriz e cantora mexicana Belinda, lançado em 23 de março de 2010 pela Capitol Records no México e nos Estados Unidos, e em 5 de abril no Brasil pela EMI.
Este foi seu primeiro disco de inéditas em quatro anos, marcando sua volta a carreira musical, pois desde o lançamento de Utopía em 2006, Belinda atuou no filme The Cheetah Girls 2 e nas novelas Patito feo e Camaleones. O álbum assim como os anteriores teve uma boa recepção crítica, estreando na posição #7 do AMPF Top 100 General no México e se tornou Disco de Ouro após dois dias de lançamento.

## Conceito
O nome do álbum provém do termo "Carpe Diem", uma locução latina que literalmente significa "Viva o Momento", "Aproveite o Dia", ou "Viva o Agora" designada pelo poeta romano Horácio,.

## Gênero Musical
Carpe diem, se diferencia do disco anterior, Utopía, pois contém canções mais alegres, positivas, agitadas e com uma fusão de ritmos eletrônicos em  Egoísta, Wacko, Lolita seguindo os mesmos gêneros descritos mas com letras mais românticas tem Amor Transgénico, Dopamina, Culpable, Duele. É também composto de genêros latinos como salsa e bossa nova em Maldita Suerte e Sal de Mi Piel.

## Gravação e Direção do Disco
O disco foi gravado em estúdios de Los Angeles, Estocolmo e Londres e Cidade do México além de ser dirigido pelos produtores Áureo Baqueiro, Carlos Jean e Jimmy Harry, colaborador de Utopía. Belinda se credita como compositora, das 12 faixas, produtora executiva do álbum e arte da capa.

## Informações das músicas
A versão física do álbum contém 11 faixas, todas escritas por Belinda, incluindo músicas tocadas na novela Camaleones, como "Sal de Mi Piel", e ainda outras canções que não fazem parte da trilha sonora da novela, como a canção "Cuida de Mí", escrita em memória de seu avô Pierre Schull, que faleceu em 2008, e a música "Maldita Suerte" escrita para os fãs Brasileiros. "Sal de mi piel" era para ser, inicialmente, uma música do grupo RBD. Mas o álbum, Para Olvidarte de Mi já estava com o setlist fechado quando Belinda ofereceu a música ao grupo, o que fez a música ser descartada. Sendo assim, a própria Belinda gravou a música. "Culpable" é uma resposta a letra da canção "Into The Morning" da banda estadunidense The Weekend.

## Arte da capa
A capa do disco Carpe Diem foi inspirada no conceito da campanha da MAC chamada Hello Kitty Meets MAC, onde Belinda aparece vestida, quase igual a modelo da campanha, em um cenário com flores, no campo.

## Lançamento Antecipado
Em 12 de março o álbum foi publicado sem autorização no iTunes Canadá, 11 dias antes do lançamento oficial, sendo removido momentos mais tarde. Ocasionalmente alguém comprou as músicas e as publicou gratuitamente na internet. Mesmo com o ocorrido, Carpe Diem, se posicionou em número 1 do discos mais baixados legalmente em menos de 24 horas, desta vez no dia oficial de seu lançamento.

## Faixa Bônus Exclusiva
No dia 23 de março de 2010, Carpe Diem foi lançado, junto de seu tracklist original, de 11 músicas, foi incluída uma faixa bônus somente para a plataforma de música digital iTunes, a canção "Duele", composta por Belinda, Cathy Dennis , Chris Braide , Nacho Peregrín e Carlos Jean.

## Divulgação

### Antecedentes
Antes do lançamento do álbum, três músicas promocionais foram lançadas pela iTunes Store da Apple denominado "Countdown to Carpe Diem". "Lolita" foi a primeira música a ser liberada, foi colocada a venda dia 2 de março. "Culpable" foi a segunda lançada, no dia 9 de março. "Dopamina" foi a terceira e última, lançada no dia 16 de março, uma semana antes do lançamento do álbum completo.

### Singles
"Sal de Mi Piel" foi lançada como primeiro single promocional do álbum em 18 de agosto de 2009 nas rádios do México, Estados Unidos e Argentina, a música foi usada para promover a novela Camaleones.
"Egoísta" foi lançado como o primeiro single do álbum, uma semana antes do lançamento deste, em 2 de janeiro de 2010. A canção produzida por Pitbull, tem uma participação do mesmo. E é a faixa mais comercial do álbum, tornando-se assim o maior sucesso de Carpe Diem. A canção possui uma versão em inglês incluída como faixa-bônus da edição européia do disco.
"Dopamina" foi lançado em 10 de agosto de 2010, mas como "Egoísta" demorou a entrar em diversos chats musicais, sua gravadora decidiu adiar a exibição do clipe para 1 de fevereiro de 2011. Com a volta de divulgação, Belinda comentou que "Gaia" deveria ser lançado como o terceiro single, mas logo foi adiado e substituído por "Lolita".
"Lolita" foi lançado como o segundo single promocional em 6 de abril de 2011, para a divugação da série Niñas do Mal, no Brasil exibido pela VH1 com o título Meninas Malvadas. Seu videoclipe foi filmado em Bogotá na Colombia e  exibido apenas durante a abertura do programa.

### Turnê
No início de abril de 2011, um ano depois do lançamento do álbum, Belinda comentou via twitter que está preparando um novo disco e começaria em breve a escrever as canções do mesmo. Assim "Gaia" nunca foi lançado, e não se comentou mais planos de tour ou de mais divulgação para Carpe Diem.

## Lista de faixas
{{Lista de faixas
| N.º | Título                              | Compositor(es)                                            | Produtor(es)     | Duração |  |
| 1.  | "Amor Transgénico"                  | Belinda Nacho Peregrín Arno Elias                         | Arno Elias       | 3:22    |  |
| 2.  | "Egoísta" (participação de Pitbull) | Belinda Peregrín Jimmy Harry Armando Pérez                | Jimmy Harry      | 3:24    |  |
| 3.  | "Dopamina"                          | Belinda Peregrín Jorgen Ringqvist D. Barckman             | Jorgen Ringqvist | 3:15    |  |
| 4.  | "Culpable"                          | Belinda Peregrín Andrea Wasse Lincoln Cishman Jay Westman | Carlos Jean      | 3:55    |  |
| 5.  | "Lolita"                            | Belinda Peregrín Harry Alania Beaton                      | Harry            | 3:26    |  |
| 6.  | "Cuida de Mí"                       | Belinda Peregrín Carlos Jean                              | Jean             | 4:59    |  |
| 7.  | "Mi Religion"                       | Belinda Peregrín Iars Melsen Gabrial Ssezibwa Rene Prang  | Jean             | 3:53    |  |
| 8.  | "Wacko"                             | Belinda Peregrín Jorgen Ringqvist Barckman                | Ringqvist        | 3:40    |  |
| 9.  | "Maldita Suerte"                    | Belinda Peregrín Harry Jorgen Ringqvist                   | Harry            | 3:12    |  |
| 10. | "Sal de Mi Piel"                    | Belinda                                                   | Áureo Baqueiro   | 3:26    |  |
| 11. | "Gaia"                              | Belinda Peregrín Harry                                    | Harry            | 3:39    |  |

| Faixa bônus do iTunes |         |                                                 |         |  |
| N.º                   | Título  | Compositor(es)                                  | Duração |  |
| 12.                   | "Duele" | Belinda Cathy Dennis Chris Braide Peregrín Jean | 3:58    |  |

| Faixas bônus europeia |                                          |                                               |         |  |
| N.º                   | Título                                   | Compositor(es)                                | Duração |  |
| 12.                   | "Egoísta com Pitbull" (Versão em inglês) | Belinda Peregrín Harry Pérez Jessie Malakouti | 3:24    |  |

## Prêmios e indicações
| Ano  | Prêmio                     | Categoria                                  | Trabalho   | Resultado |
| ---- | -------------------------- | ------------------------------------------ | ---------- | --------- |
| 2010 | Premios People Mexico      | Álbum del año                              | Carpe Diem | Venceu    |
| 2010 | Premios People Mexico      | Video del año                              | Egoísta    | Indicado  |
| 2010 | Premios People Mexico      | Cantante pop del año                       | Ela mesma  | Indicado  |
| 2010 | Premios Top Glamour MX     | Mejor Cantante Femenina                    | Ela mesma  | Venceu    |
| 2010 | Premios Telehit            | Artista Juvenil del Año                    | Ela mesma  | Venceu    |
| 2010 | Los Premios 40 Principales | Mejor Artista Mexicano                     | Ela mesma  | Venceu    |
| 2010 | Premios Quiero             | Mejor Video Femenino                       | Egoísta    | Indicado  |
| 2011 | Premios Lo Nuestro         | Video del Año                              | Egoísta    | Venceu    |
| 2011 | Premios Juventud           | Chica Que Me Quita el Sueño                | Ela mesma  | Indicado  |
| 2011 | Premios People Mexico      | Video del año                              | Dopamina   | Indicado  |
| 2011 | Premios Shock              | Mejor Música en una Película o Serie de TV | Lolita     | Indicado  |
| 2011 | Premios Magazine Estrella  | Mejor Intérprete Latina                    | Ela mesma  | Indicado  |
| 2011 | Premios TV Azteca          | Mejor Intérprete Femenina                  | Ela mesma  | Indicado  |
| 2011 | Premios Quiero             | Mejor Video Femenino                       | Dopamina   | Indicado  |
| 2011 | Premios Quiero             | Mejor Fotografía                           | Dopamina   | Indicado  |
| 2011 | Premios Quiero             | Mejor Dirección de Arte                    | Dopamina   | Indicado  |
| 2012 | Premios Lo Nuestro         | Video del Año                              | Dopamina   | Indicado  |

## Desempenho nas paradas musicais
| Parada musical (2010)                 | Posição |
| ------------------------------------- | ------- |
| Argentina - Top 20 Albums Chart       | 5       |
| Estados Unidos - Top Latin Albums     | 12      |
| Estados Unidos - Latin Pop Albums     | 3       |
| Estados Unidos - Top Heatseekers      | 21      |
| México - Mexican Albums Chart         | 7       |
| México - Mexican Albums Internacional | 5       |

| País   | Fornecedor | Certificação |
| ------ | ---------- | ------------ |
| México | AMPF       | Ouro         |

| País           | Data                  | Editora discográfica |
| -------------- | --------------------- | -------------------- |
| México         | 23 de março de 2010   | Capitol Records      |
| Estados Unidos | 23 de março de 2010   | Capitol Records      |
| Reino Unido    | 23 de março de 2010   | EMI Latin            |
| Brasil         | 5 de abril de 2010    | EMI Music            |
| Argentina      | 5 de abril de 2010    | EMI Music            |
| Chile          | 5 de abril de 2010    | EMI Music            |
| Alemanha       | 30 de abril de 2010   | EMI Music            |
| Áustria        | 30 de abril de 2010   | EMI Music            |
| Portugal       | 7 de junho de 2010    | EMI Music            |
| França         | 7 de junho de 2010    | EMI Music            |
| Espanha        | 9 de novembro de 2010 | EMI Music Spain      |